# コラブリ・スプートニク

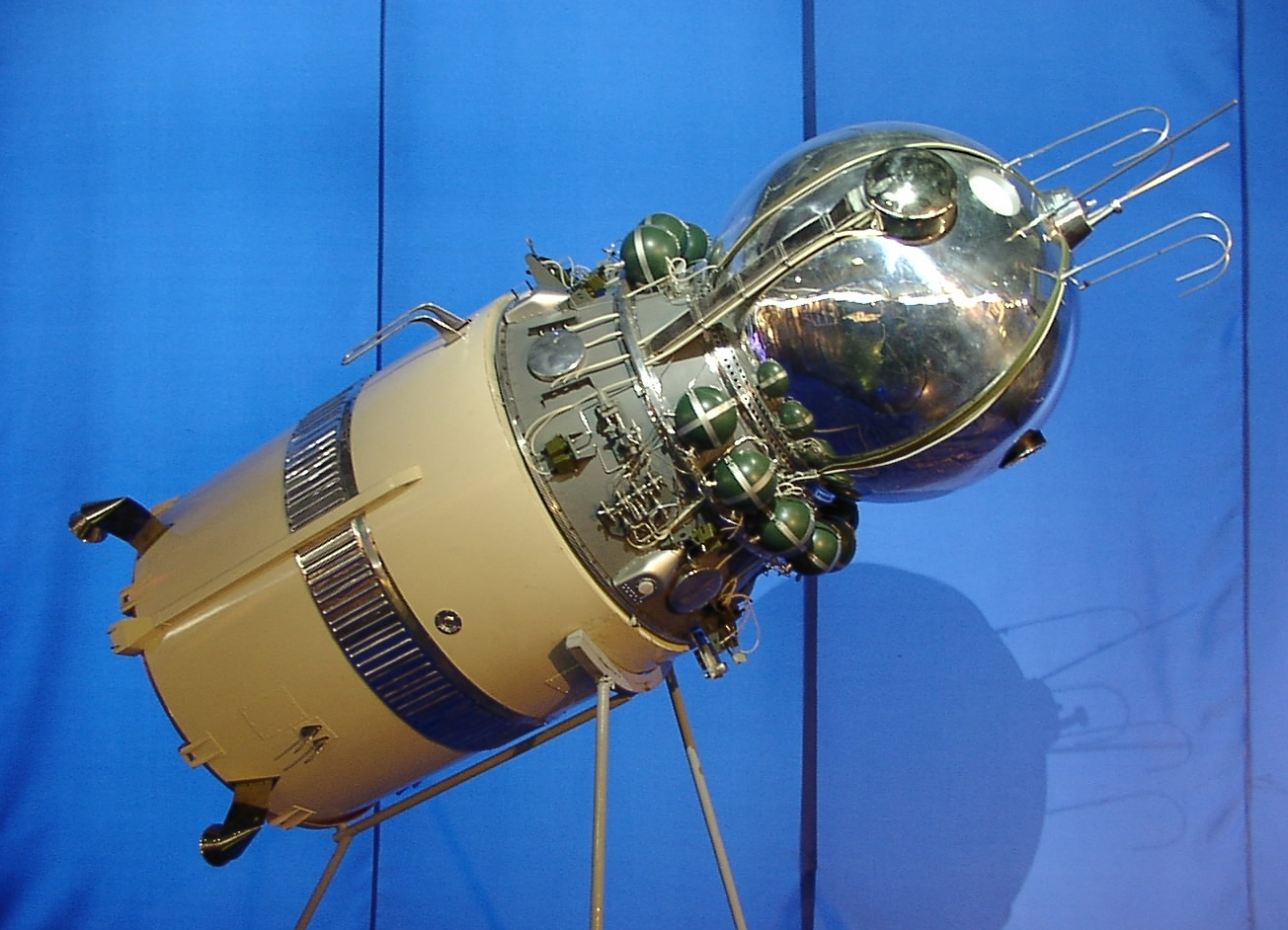
ボストーク3K型宇宙船。

コラブリ・スプートニク（露: Корабль Спутник）とは、1960年から翌1961年にかけてソビエト連邦が打ち上げた一連の宇宙機のこと。ボストーク計画の有人宇宙飛行の前段階として7機が打ち上げられ、うち5機が地球周回軌道に達した。

## 概要
コラブリ・スプートニクは、有人飛行に必要となる生命維持や大気圏再突入の技術を実証するために打ち上げられた。使用された宇宙船はボストーク1K型とボストーク3K型の2種類があったが、いずれも大気圏再突入のための帰還カプセルと、カプセルを大気圏に突入させるための逆噴射エンジンを備えた機械船から構成されていた。打ち上げにはボストークロケット（8K72と8K72K）が用いられた。
宇宙船内には1匹ないし2匹の宇宙犬と、小動物や植物が乗せられた。ただし大気圏突入機能を持たない1号は生物を乗せなかった。これらは生命維持装置の機能の確認や、打ち上げ・大気圏再突入時の加速度と無重力環境の生物への影響を調査するために使用された。
1960年には5機のボストーク1K型が打ち上げられ、1回のみ完全な成功を収めた。1961年3月には有人宇宙飛行に使用するのと同型のボストーク3K型が2回打ち上げられ、双方とも成功を収めた。この後の1961年4月、ボストーク1号による世界初の有人宇宙飛行が実行された。

## 計画の推移
コラブリ・スプートニクの打ち上げは、1958年から行われていた初期のルナ（1-3号）が終了した直後に開始された。最初の飛行は1960年5月15日で、簡略化された構造を持つボストーク1KP型が軌道投入され、コラブリ・スプートニク1号（別名：スプートニク4号）と名づけられた。この宇宙船は耐熱シールドを装備せず、先に完成していた他の技術を実証するために用意された。運用終了後に逆噴射によって大気圏に突入して燃え尽きるはずだったが、姿勢制御装置の故障で誤った方向に噴射を行い、より高い軌道に移動してしまった。
同年6月28日には耐熱シールドを備えた最初の宇宙船が打ち上げられたが、発射数十秒後にロケットが爆発し失敗に終わった。中に乗っていた宇宙犬2匹を始めとする生物は死亡した。
8月19日、コラブリスプートニク2号（スプートニク5号）が打ち上げられた。宇宙船は地上への安全な帰還に成功し、2匹の犬（ベルカとストレルカ）が地球周回軌道から生きて帰還した最初の生物になった。
12月1日にはコラブリスプートニク3号（スプートニク6号）が打ち上げられた。飛行は順調だったが帰還の段階でトラブルが発生した。軌道を離脱するための逆噴射が正常に行われなかったため、帰還カプセルは急角度で大気圏再突入を行い、想定外の高温と衝撃に耐え切れずに破壊された。宇宙犬2匹などの船内の生物はすべて焼け死んだ。
12月22日にはボストーク1K型の最後の打ち上げが行われたが、ロケットが故障したため宇宙船は地球を周回するのに必要な第一宇宙速度に達しなかった。宇宙船は上空でロケットから分離され、飛行経路上のシベリアに着陸した。二匹の犬は生きたまま回収された。この事故は、ロケットに故障が発生しても宇宙船を分離すれば乗員が無事に帰還できうることを示していた。
1961年、有人飛行で使用するボストーク3KA宇宙船の試験打ち上げが行われた。船内には犬とマネキンが搭載されていた。マネキンはカプセルの着陸前に射出座席で放出され、パラシュートで別個に軟着陸した。これは実際のボストーク有人飛行で採用された手順を模したものだった。一方で犬はカプセルと共に着陸した。この新型宇宙船の打ち上げは3月9日のコラブリ・スプートニク4号（スプートニク9号）、3月25日のコラブリスプートニク5号（スプートニク10号）の2回が行われ、2度とも犬・マネキンを無事に帰還させた。
この成功を受け、1961年4月のボストーク1号によるユーリ・ガガーリンの世界初の有人宇宙飛行が行われた。

## 打ち上げリスト
| 名称                                           | 打ち上げ年月日 | 宇宙船        | 搭載               | 備考                                                            |
| ---------------------------------------------- | -------------- | ------------- | ------------------ | --------------------------------------------------------------- |
| スプートニク4号 （コラブリ・スプートニク1号）  | 1960年5月15日  | ボストーク1KP | 人形               | 姿勢制御の異常により再突入失敗。 後年破片がアメリカに墜落した。 |
| 命名なし                                       | 1960年6月28日  | ボストーク1K  | 宇宙犬2匹          | ロケットが爆発し失敗。                                          |
| スプートニク5号 （コラブリ・スプートニク2号）  | 1960年8月19日  | ボストーク1K  | 宇宙犬2匹          | 地上への帰還に成功。                                            |
| スプートニク6号 （コラブリ・スプートニク3号）  | 1960年12月1日  | ボストーク1K  | 宇宙犬2匹          | 大気圏突入時に分解。                                            |
| 命名なし                                       | 1960年12月22日 | ボストーク1K  | 宇宙犬2匹          | 第一宇宙速度に到達せず。 犬は無事に帰還。                       |
| スプートニク9号 （コラブリ・スプートニク4号）  | 1961年3月9日   | ボストーク3KA | 宇宙犬1匹と人形    | 地上への帰還に成功。                                            |
| スプートニク10号 （コラブリ・スプートニク5号） | 1961年3月25日  | ボストーク3KA | 宇宙犬1匹と人形    | 地上への帰還に成功。                                            |
| ボストーク1号（参考）                          | 1961年4月12日  | ボストーク3KA | ユーリ・ガガーリン | 世界初の有人宇宙飛行。                                          |